# Алы-Юрях (приток Булуна)
Алы́-Юря́х — река в России, протекающая по Среднеканскому району Магаданской области, правый приток Булуна. Длина реки — 254 км (от истока Тынкыли — 256 км), площадь водосборного бассейна — 7840 км².
Река берет начало на южных склонах Юкагирского плоскогорья, почти на границе со Среднеколымским улусом Якутии, на высоте более 547 м над уровнем моря. В верховьях течёт по гористой местности на юг. В среднем и нижнем течении направление реки меняется преимущественно на юго-восточное. Поселения на берегах отсутствуют. Русло реки сильно заболочено, особенно в низовьях. Активно меандрирует. Впадает в Булун по правому берегу на отметке менее 153 м над уровнем моря в 86 км от его впадения в Коркодон. Ширина в низовьях — 47 м при глубине 1,2 м; скорость течения перед устьем составляет 0,6 м/с. 

## Основные притоки
Указаны поименованные притоки длиной более 30 км.
| Название    | Расстояние от устья | Длина | Положение |
| ----------- | ------------------- | ----- | --------- |
| Токур-Юрях  | 13                  | 215   | левый     |
| Перевальный | 85                  | 37    | правый    |
| Бонгачан    | 106                 | 46    | правый    |
| Широкая     | 130                 | 51    | левый     |
| Бродная     | 207                 | 51    | левый     |

## Данные водного реестра
По данным государственного водного реестра России и геоинформационной системы водохозяйственного районирования территории РФ, подготовленной Федеральным агентством водных ресурсов:
- Бассейновый округ — Анадыро-Колымский
- Речной бассейн — Колыма
- Речной подбассейн — Колыма до впадения Омолона
- Водохозяйственный участок — Колыма от впадения реки Сеймчан до водомерного поста ГМС Коркодон
- Код водного объекта — 19010100312119000028353